# Ochsenkopfschanzen
Die Ochsenkopfschanzen, heute offiziell Ochsenkopf-Schanzenarena, sind drei Skisprungschanzen am Ochsenkopf in Bischofsgrün im Fichtelgebirge. Zur Anlage gehören zwei kleine Schanzen der Kategorien K 15 und K 30 und eine mittlere Schanze der Kategorie K 64. Die Schanzen sind mit Matten belegt.

## Geschichte
Bereits in den 1920er-Jahren konnte man am Ochsenkopf auf einer Naturschanze, einem Sprunghügel, springen. Im Jahr 1933 wurde die erste Schanze mit dem Konstruktionspunkt 35 (K 35) und einem Holzanlauf eingeweiht. Die Einweihung der K-54-Mattenschanze fand im Jahr 1957 in Gegenwart von knapp 20.000 Zuschauern statt. Die Ochsenkopfschanze wurde 1975 erstmals in eine K-60-Sommerschanze umgebaut. Bei mehreren Veranstaltungen in den 1980er-Jahren trafen sich dort viele deutsche Springer wie Dieter Thoma und der junge Martin Schmitt. In den 1990er Jahren kamen Springer aus Sachsen und Thüringen, unter ihnen Jens Weißflog, nach Bischofsgrün. 1993 gab es erste Überlegungen, die Schanze umzubauen. Drei Jahre später lagen erste konkrete Pläne zum Ausbau vor. Die Ochsenkopfschanze wurde von 2000 bis 2007 für 1,8 Millionen Euro modernisiert. Im Mai 2002 kam es zu beträchtlichen Bauschäden, für die man bis zum Sommer 2006 nach einer Erklärung suchte.  Im August 2006 konnte der Bau der neuen Schanze fortgesetzt werden, die im Juli 2007 fertiggestellt war. Mit dem Damen-Continental-Cup-Springen wurde die HS-71-Mattenschanze im Sommer 2007 und im Mai 2009 eine neue K-15-Jugendschanze eingeweiht.
Zur Fertigstellung der Ochsenkopf-Schanzenarena war der Bau einer Jugendschanze der Kategorie K 30 geplant. Nach der Zusage einer finanziellen Unterstützung durch die bayerische Staatsregierung wurden die Bauarbeiten für die etwa 500.000 Euro teuere Anlage in den Jahren 2014/15 durchgeführt. Die neue HS-34-Schanze wurde am Pfingstsonntag, dem 24. Mai 2015 vor dem Springen an den SC Bischofsgrün übergeben. Am 19. Juni 2015 fanden die offiziellen Einweihungsfeierlichkeiten statt.

## Schanzendaten
| K 64                            | K 64                              |
| Anlauf                          | Anlauf                            |
| ------------------------------- | --------------------------------- |
| Anlauflänge                     | 66,4 m                            |
| Neigung des Anlaufs (γ)         | 35°                               |
| Schanzentisch                   |                                   |
| Tischlänge                      | 5,7 m                             |
| Neigung des Schanzentisches (α) | 10,5°                             |
| Aufsprung                       |                                   |
| Hillsize                        | 71 m                              |
| Konstruktionspunkt              | 64 m                              |
| Größe                           |                                   |
| Schanzenrekord                  | 73,0 m Andreas Wank, 23. Mai 2010 |

| K 30               | K 30                            |
| Aufsprung          | Aufsprung                       |
| ------------------ | ------------------------------- |
| Hillsize           | 34 m                            |
| Konstruktionspunkt | 30 m                            |
| Größe              |                                 |
| Schanzenrekord     | 33 m Max Unglaube, 20. Mai 2018 |

## Internationale Wettbewerbe
Genannt werden alle von der FIS organisierten Sprungwettbewerbe.
| Datum           | Kategorie       | Schanze | 1. Platz                                       | 2. Platz                                       | 3. Platz                                       |
| --------------- | --------------- | ------- | ---------------------------------------------- | ---------------------------------------------- | ---------------------------------------------- |
| 12. August 2007 | Continental Cup | HS71    | Jenna Mohr                                     | Anna Häfele                                    | Katie Willis                                   |
| 9. August 2008  | Continental Cup | HS71    | Wettkampf abgesagt                             | Wettkampf abgesagt                             | Wettkampf abgesagt                             |
| 10. August 2008 | Continental Cup | HS71    | Magdalena Schnurr                              | Nata De Leeuw                                  | Izumi Yamada                                   |
| 8. August 2009  | Continental Cup | HS71    | Ulrike Gräßler                                 | Bigna Windmüller                               | Caroline Espiau                                |
| 9. August 2009  | Continental Cup | HS71    | Ulrike Gräßler                                 | Ayumi Watase                                   | Magdalena Schnurr                              |
| 14. August 2010 | Continental Cup | HS71    | Jenna Mohr                                     | Abby Hughes                                    | Sarah Hendrickson                              |
| 15. August 2010 | Continental Cup | HS71    | Sarah Hendrickson                              | Sara Takanashi                                 | Anna Häfele                                    |
| 13. August 2011 | Continental Cup | HS71    | Coline Mattel                                  | Sara Takanashi                                 | Maja Vtič                                      |
| 14. August 2011 | Continental Cup | HS71    | Coline Mattel                                  | Sara Takanashi                                 | Eva Logar                                      |
| 28. Juli 2012   | Alpencup        | HS71    | Katharina Althaus                              | Veronika Zobel                                 | Ramona Straub                                  |
| 29. Juli 2012   | Alpencup        | HS71    | Katharina Althaus                              | Chiara Hölzl                                   | Veronika Zobel                                 |
| 17. August 2013 | Alpencup        | HS71    | Elisabeth Raudaschl                            | Veronika Zobel                                 | Zdeňka Pešatová                                |
| 18. August 2013 | Alpencup        | HS71    | Elisabeth Raudaschl                            | Gianina Ernst                                  | Anna Rupprecht                                 |
| 16. August 2014 | Alpencup        | HS71    | Agnes Reisch                                   | Claudia Purker                                 | Luisa Görlich                                  |
| 17. August 2014 | Alpencup        | HS71    | Agnes Reisch                                   | Daniela Haralambie                             | Jana Mrákotová                                 |
| 15. August 2015 | Alpencup        | HS71    | Agnes Reisch                                   | Lara Malsiner                                  | Anita Seretinek                                |
| 16. August 2015 | Alpencup        | HS71    | Agnes Reisch                                   | Zdeňka Pešatová                                | Sophia Görlich                                 |
| 12. August 2016 | Alpencup        | HS71    | Lisa Eder                                      | Selina Freitag                                 | Arantxa Lancho                                 |
| 13. August 2016 | Alpencup        | HS71    | Virág Vörös                                    | Arantxa Lancho                                 | Lisa Eder                                      |
| 11. August 2017 | Alpencup        | HS71    | Katra Komar                                    | Lisa Hirner                                    | Jenny Nowak                                    |
| 12. August 2017 | Alpencup        | HS71    | Lisa Eder                                      | Katra Komar                                    | Kaja Urbanija Čož                              |
| 10. August 2018 | Alpencup        | HS71    | Jerneja Repinc Zupančič                        | Vanessa Moharitsch                             | Océane Paillard                                |
| 11. August 2018 | Alpencup        | HS71    | Océane Paillard                                | Jerneja Repinc Zupančič                        | Lisa Hirner                                    |
| 9. August 2019  | Alpencup        | HS71    | Vanessa Moharitsch                             | Annika Sieff                                   | Jessica Malsiner                               |
| 10. August 2019 | Alpencup        | HS71    | Lia Böhme                                      | Emely Torazza                                  | Julia Mühlbacher                               |
| 14. August 2020 | Alpencup        | HS71    | Wettkampf wegen der COVID-19-Pandemie abgesagt | Wettkampf wegen der COVID-19-Pandemie abgesagt | Wettkampf wegen der COVID-19-Pandemie abgesagt |
| 15. August 2020 | Alpencup        | HS71    | Wettkampf wegen der COVID-19-Pandemie abgesagt | Wettkampf wegen der COVID-19-Pandemie abgesagt | Wettkampf wegen der COVID-19-Pandemie abgesagt |